# Apeadero de Vale de Éguas
El Apeadero de Vale de Éguas fue una plataforma ferroviaria de la Línea del Algarve, que servía a la localidad de Vale de Éguas, en el ayuntamiento de Loulé, en Portugal.

## Historia
Este apeadero se situaba en el tramo entre Amoreiras-Odemira y Faro, que fue inaugurado  el 1 de julio de 1889.